# Petzval (Mondkrater)
Petzval ist ein Einschlagkrater auf der Mondrückseite.
Der Krater liegt im Süden der erdabgewandten Seite, nordöstlich von Zeeman und südlich von Lippmann. In östlicher Richtung trifft man auf Hausen, im Westen findet sich Warson.
Der Kraterwall weist im Osten und Süden nach innen gerichtete, terrassierte Strukturen auf. 
Der Krater hat einen Zentralberg, auf dem Kraterboden finden sich einige kleinere Einschläge. Die Entstehungszeit des Kraters fällt in die nektarische Periode.
Petzval hat zwei Nebenkrater:
| Buchstabe | Position            | Durchmesser | Link |
| --------- | ------------------- | ----------- | ---- |
| C         | 60,19° S, 107,57° W | 48 km       |      |
| D         | 60,07° S, 105,77° W | 24 km       |      |

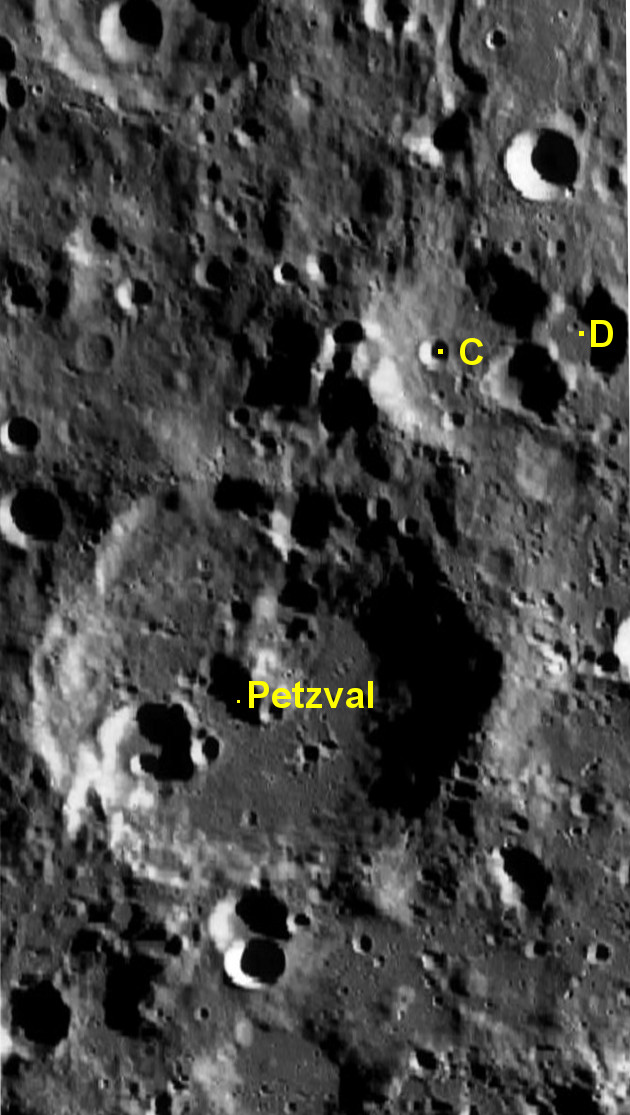
Petzval mit seinen Nebenkratern

Der Krater wurde 1970 von der IAU offiziell nach dem ungarndeutschen Mathematiker Josef Maximilian Petzval benannt.